# Villa Santa Rita de Catuna
Villa Santa Rita de Catuna, más conocida simplemente como Catuna, es una localidad del departamento General Ortiz de Ocampo, provincia de La Rioja, Argentina.
Se halla a una distancia de 190 km de La Rioja capital, en el km 170 de la carretera pavimentada denominada RN 79. Además se localiza a 26 kilómetros de Milagro, cabecera departamental (yendo por la ruta provincial 31). Esta pequeña ciudad del interior riojano posee una de las fiestas Patronales más bella y pintoresca de los Llanos riojanos, la fiesta es dedicada a Santa Rita de Casia en la cual, año tras año, se aglomera una gran cantidad de personas por su emotiva celebración. la imagen venerada es una representación clásica de Santa Rita, con una rosa y un crucifijo en la mano, que llega al lugar a inicios del siglo XIX, pueblo de aquel entonces, pues no se tiene registro de salida de la imagen de ninguna iglesia principal de la Argentina. Catuna tiene una vinculación estrecha con el paraje de la Colonia Ortiz de Ocampo pues son linderas una de otra. Si bien Catuna fue desde su creación cabecera departamental, el centro administrativo fue progresivamente trasladado a Milagro tras el trascurso de los años.

## Toponimia

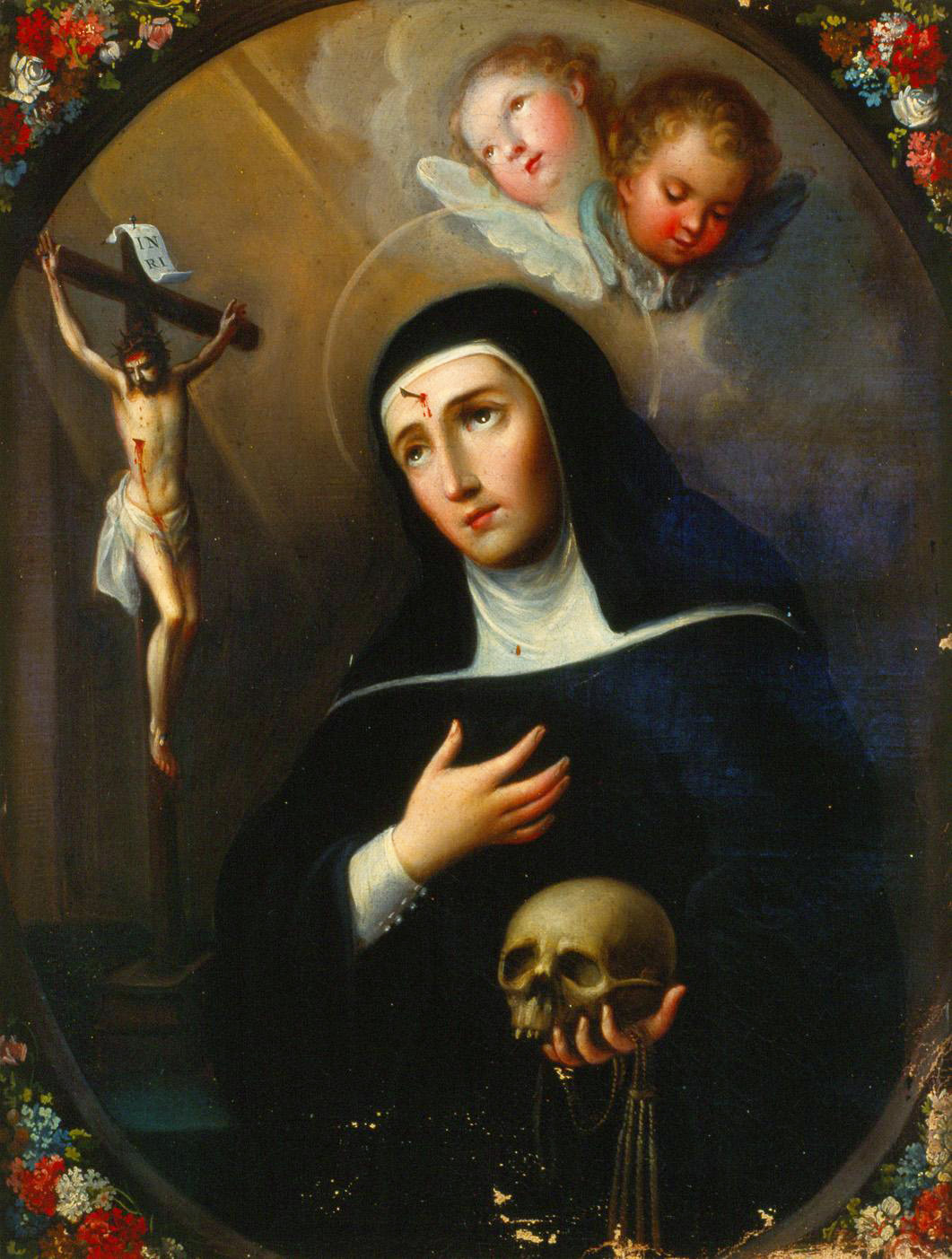
Santa Rita

En honor a Santa Rita.

## Geografía

### Población
Cuenta con 1,695 habitantes (Indec, 2010), lo que representa un incremento del 25,6% frente a los 1,349 habitantes (Indec, 2001) del censo anterior.
| Gráfica de evolución demográfica de Santa Rita de Catuna entre 1991 y 2010 |
|                                                                            |
| Fuente: Censos nacionales del INDEC                                        |

### Sismicidad
La sismicidad de la región de La Rioja es frecuente y de intensidad baja, y un silencio sísmico de terremotos medios a graves cada 30 años en áreas aleatorias. Sus últimas expresiones se produjeron:
- 12 de abril de 1899 (126 años), a las 16.10 UTC-3 con 6,4 Richter; como en toda localidad sísmica, aún con un silencio sísmico corto, se olvida la historia de otros movimientos sísmicos regionales (terremoto de La Rioja de 1899)
- 24 de octubre de 1957 (67 años), a las 22.07 UTC-3 con 6,0 Richter (terremoto de Villa Castelli de 1957): además de la gravedad física del fenómeno se unió el olvido de la población a estos eventos recurrentes
- 28 de mayo de 2002 (22 años), a las 0.03 UTC-3, con 6,0 escala Richter (terremoto de La Rioja de 2002)[1]